# Didymoglossum bimarginatum
Didymoglossum bimarginatum är en hinnbräkenväxtart som först beskrevs av V. d. Bosch, och fick sitt nu gällande namn av Ebihara och K. Iwats. Didymoglossum bimarginatum ingår i släktet Didymoglossum och familjen Hymenophyllaceae. Inga underarter finns listade.